# Thronsetzung
Die Thronsetzung war im Mittelalter lange Zeit ein wichtiger Teil der Königserhebung, so 936 bei der Erhebung Ottos I. auf den Karlsthron in Aachen.
Vergleichbare Vorgänge sind die Thronsetzung des Papstes: Inthronisation, alte Traditionen, wo der König auf einen heiligen Stein gesetzt wurde (vgl. für den schottischen König auf den Stein von Scone) und die Erhebung eines Herzogs durch das Besetzen des Herzogstuhls im Unterschied zur Schilderhebung.